# Parafia św. Anny w Strzegowie
Parafia pw. św. Anny w Strzegowie – parafia rzymskokatolicka z siedzibą w Strzegowie, należąca do dekanatu strzegowskiego, diecezji płockiej, metropolii warszawskiej. Parafia została erygowana w 1420 roku.
W 1928 roku proboszczem był Włodzimierz Marian Grochowski, odznaczony Złotym Krzyżem Zasługi za „zasługi w pracy społecznej i oświatowej”.

## Miejsca kultu
- Kościół parafialny pw. Matki Bożej Królowej Polski w Strzegowie – świątynia wzniesiona w II połowie XX wieku, konsekrowana w 1996 roku[1].
- Kościół filialny pw. św Anny w Strzegowie – zabytkowa świątynia znajdująca się na szlaku Drewniane Skarby Mazowsza na Pętli Ciechanowskiej[3].